# Saint-Céré
Saint-Céré – miejscowość i gmina we Francji, w regionie Oksytania, w departamencie Lot.
Według danych na rok 1990 gminę zamieszkiwało 3760 osób, a gęstość zaludnienia wynosiła 332 osób/km² (wśród 3020 gmin regionu Midi-Pireneje Saint-Céré plasuje się na 86. miejscu pod względem liczby ludności, natomiast pod względem powierzchni na miejscu 992.).